# Amstel Gold Race

Logo

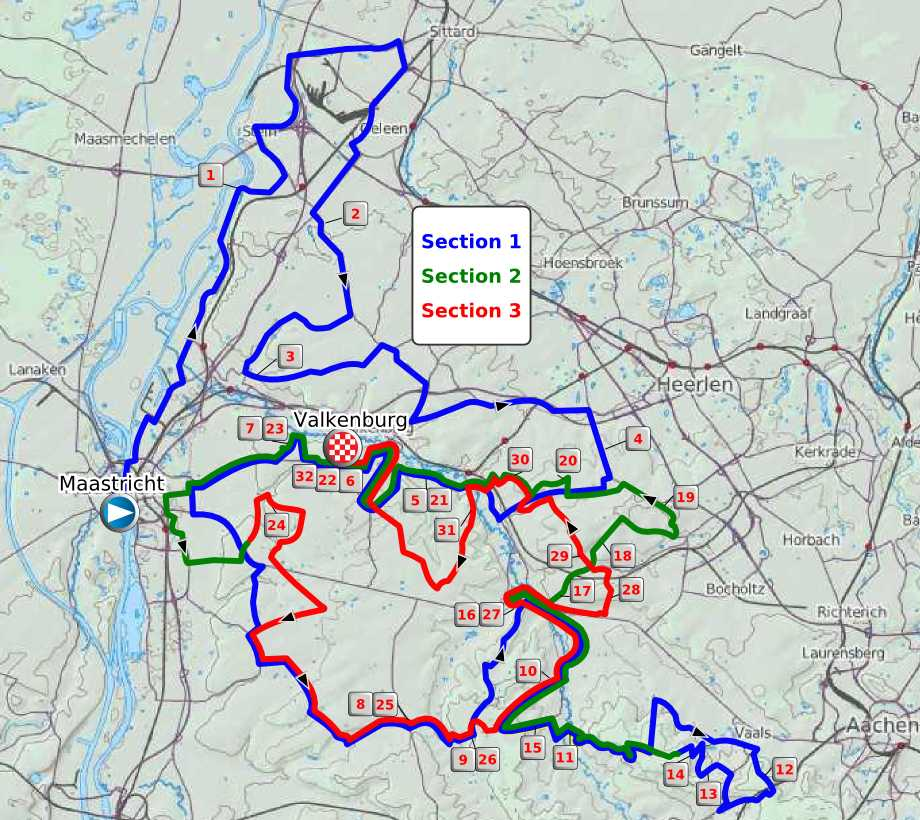
Strecke 2012

Das Amstel Gold Race ist ein Straßenradrennen, das seit 1966 jährlich in der Nähe von Maastricht in den Niederlanden stattfindet.
Das klassische Eintagesrennen, welches nach der niederländischen Biermarke Amstel benannt ist, war bis 2004, dem letzten Jahr dieser Serie, Teil des zehn Rennen umfassenden Rad-Weltcups. Anschließend gehörte es zur neu eingeführten UCI ProTour und seit 2011 zur Nachfolgeserie UCI WorldTour.
Der rund 250 km lange niederländische Klassiker galt aufgrund seiner eher einfachen Topographie lange Zeit eher als Radrennen für Sprinter. In den letzten Jahren wurden dagegen immer mehr neue Hügel in den Parcours des Rennens eingebaut. Als entscheidend hat sich vor allem die Verlegung des Ziels erwiesen: Seit dem Jahr 2003 endet das Amstel Gold Race nicht mehr in Maastricht, sondern auf dem Cauberg in Valkenburg, einem relativ kurzen, aber steilen Anstieg, der auch schon viermal Schauplatz der Straßenweltmeisterschaften war. 2013 wurde das Ziel erneut verlegt. Es war nun 1,8 Kilometer hinter dem Cauberg, an derselben Stelle an der 2012 auch schon die Weltmeisterschaft endete. Seit 2017 ist der Cauberg nicht mehr die letzte Steigung, sondern der Bemelerberg und das Ziel ist in Berg en Terblijt.
Bis Anfang der 1990er-Jahre wurde das Amstel Gold Race weitgehend von Belgiern und Niederländern dominiert. Seit das Rennen Teil des Rad-Weltcups bzw. der UCI ProTour ist, hat sich das Palmarès deutlich internationalisiert. Rekordsieger des Amstel Gold Race ist der Niederländer Jan Raas, der das Rennen zwischen 1977 und 1982 fünfmal gewinnen konnte, gefolgt von Philippe Gilbert, der von 2010 bis 2017 viermal siegte. Deutsche Sieger waren Olaf Ludwig 1992, Erik Zabel 2000 und Stefan Schumacher im Jahr 2007. 1993 und 1998 gewann der Schweizer Rolf Järmann und 1995 Mauro Gianetti.
Für Frauen wurde das Rennen bis 2016 nur dreimal ausgetragen, nämlich von 2001 bis 2003. 2003 war das Amstel Gold Race Teil des Rad-Weltcups. 2017 wurde das Rennen für die Frauen als Teil der UCI Women’s WorldTour wieder veranstaltet.
Seit einigen Jahren wird das Amstel Gold Race auch als Jedermannrennen am Tage vor dem Eliterennen veranstaltet. Die vorherige „Touristik-Version“ des Amstel Gold Race, die Radtour „Limburgs Mooiste“ wird aber weiterhin ausgerichtet.
Die Austragung des Jahres 2020 wurde aufgrund der COVID-19-Pandemie zunächst von April auf Oktober verschoben und schließlich abgesagt.
Ab 2025 wird das Rennen von Flanders Classics übernommen.

## Anstiege

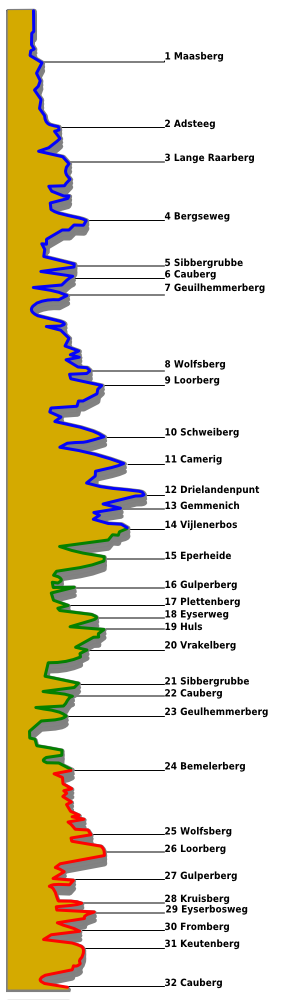

Die Anstiege des Amstel Gold Race sind meist nur kurz, dafür aber steil. 2017 mussten die Fahrer 32 Heuvel (deutsch: Hügel), wie die Anstiege in Limburg genannt werden, mit einer Gesamtlänge von 46,7 km und einem Höhengewinn von 2318 m absolvieren. Sechs Anstiege werden zweimal befahren, lediglich der Zielort Cauberg wird dreimal befahren (Zahlen in Klammern).
| Nr. | km    | Name               | Gipfel | Höhe  | Länge  | Steigung |
| --- | ----- | ------------------ | ------ | ----- | ------ | -------- |
| 01  | 010,7 | Maasberg           | 062 m  | 22 m  | 500 m  | 4,4 %    |
| 02  | 032,5 | Adsteeg            | 112 m  | 27 m  | 500 m  | 5,4 %    |
| 03  | 040,2 | Lange Raarberg     | 124 m  | 59 m  | 1300 m | 4,5 %    |
| 04  | 055,5 | Bergseweg          | 180 m  | 90 m  | 2700 m | 3,3 %    |
| 05  | 067,4 | Sibbergrubbe (1)   | 145 m  | 87 m  | 2100 m | 4,1 %    |
| 06  | 072,8 | Cauberg (1)        | 137 m  | 69 m  | 1200 m | 5,8 %    |
| 07  | 076,3 | Geulhemmerweg (1)  | 126 m  | 62 m  | 1000 m | 6,2 %    |
| 08  | 095,7 | Wolfsberg (1)      | 191 m  | 35 m  | 800 m  | 4,4 %    |
| 09  | 101,3 | Loorberg (1)       | 225 m  | 83 m  | 1500 m | 5,5 %    |
| 10  | 111,4 | Schweibergerweg    | 220 m  | 114 m | 2900 m | 3,9 %    |
| 11  | 117,8 | Camerig            | 281 m  | 163 m | 4300 m | 3,8 %    |
| 12  | 130,8 | Drielandenpunt     | 321 m  | 142 m | 3700 m | 3,8 %    |
| 13  | 133,6 | Gemmenich          | 273 m  | 58 m  | 900 m  | 6,4 %    |
| 14  | 137,1 | Vijlenerbos        | 269 m  | 92 m  | 1800 m | 5,1 %    |
| 15  | 146,9 | Eperheide          | 225 m  | 103 m | 2300 m | 4,5 %    |
| 16  | 154,9 | Gulperberg (1)     | 153 m  | 57 m  | 700 m  | 8,1 %    |
| 17  | 158,5 | van Plettenbergweg | 141 m  | 42 m  | 1000 m | 4,2 %    |
| 18  | 160,4 | Eyserweg           | 205 m  | 95 m  | 2200 m | 4,3 %    |
| 19  | 165,3 | Huls               | 214 m  | 77 m  | 1000 m | 7,7 %    |
| 20  | 170,7 | Vrakelberg         | 178 m  | 55 m  | 700 m  | 7,9 %    |
| 21  | 178,6 | Sibbergrubbe (2)   | 145 m  | 87 m  | 2100 m | 4,1 %    |
| 22  | 184,1 | Cauberg (2)        | 137 m  | 69 m  | 1200 m | 5,8 %    |
| 23  | 187,6 | Geulhemmerweg (2)  | 126 m  | 62 m  | 1000 m | 6,2 %    |
| 24  | 201,3 | Bemelerberg        | 127 m  | 45 m  | 900 m  | 5,0 %    |
| 25  | 218,4 | Wolfsberg (2)      | 191 m  | 35 m  | 800 m  | 4,4 %    |
| 26  | 224,0 | Loorberg (2)       | 225 m  | 83 m  | 1500 m | 5,5 %    |
| 27  | 232,3 | Gulperberg (2)     | 153 m  | 57 m  | 700 m  | 8,1 %    |
| 28  | 237,8 | Kruisberg          | 162 m  | 60 m  | 800 m  | 7,5 %    |
| 29  | 239,9 | Eyserbosweg        | 187 m  | 89 m  | 1100 m | 8,1 %    |
| 30  | 243,6 | Fromberg           | 166 m  | 64 m  | 1600 m | 4,0 %    |
| 31  | 248,1 | Keutenberg         | 136 m  | 66 m  | 700 m  | 9,4 %    |
| 32  | 260,4 | Cauberg (3)        | 137 m  | 69 m  | 1200 m | 5,8 %    |

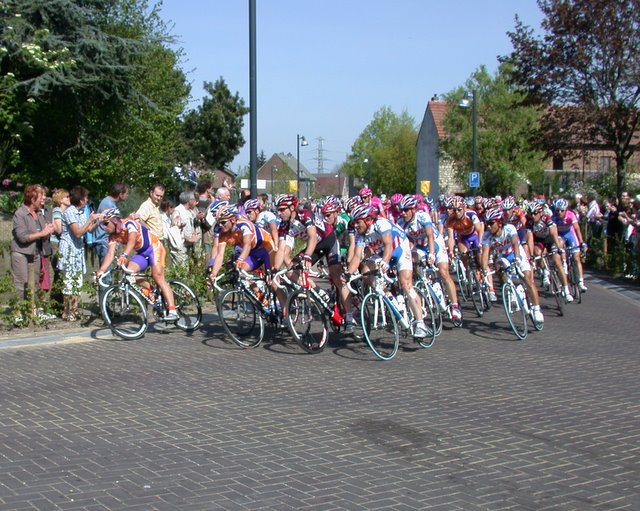
Amstel Gold Race 2007
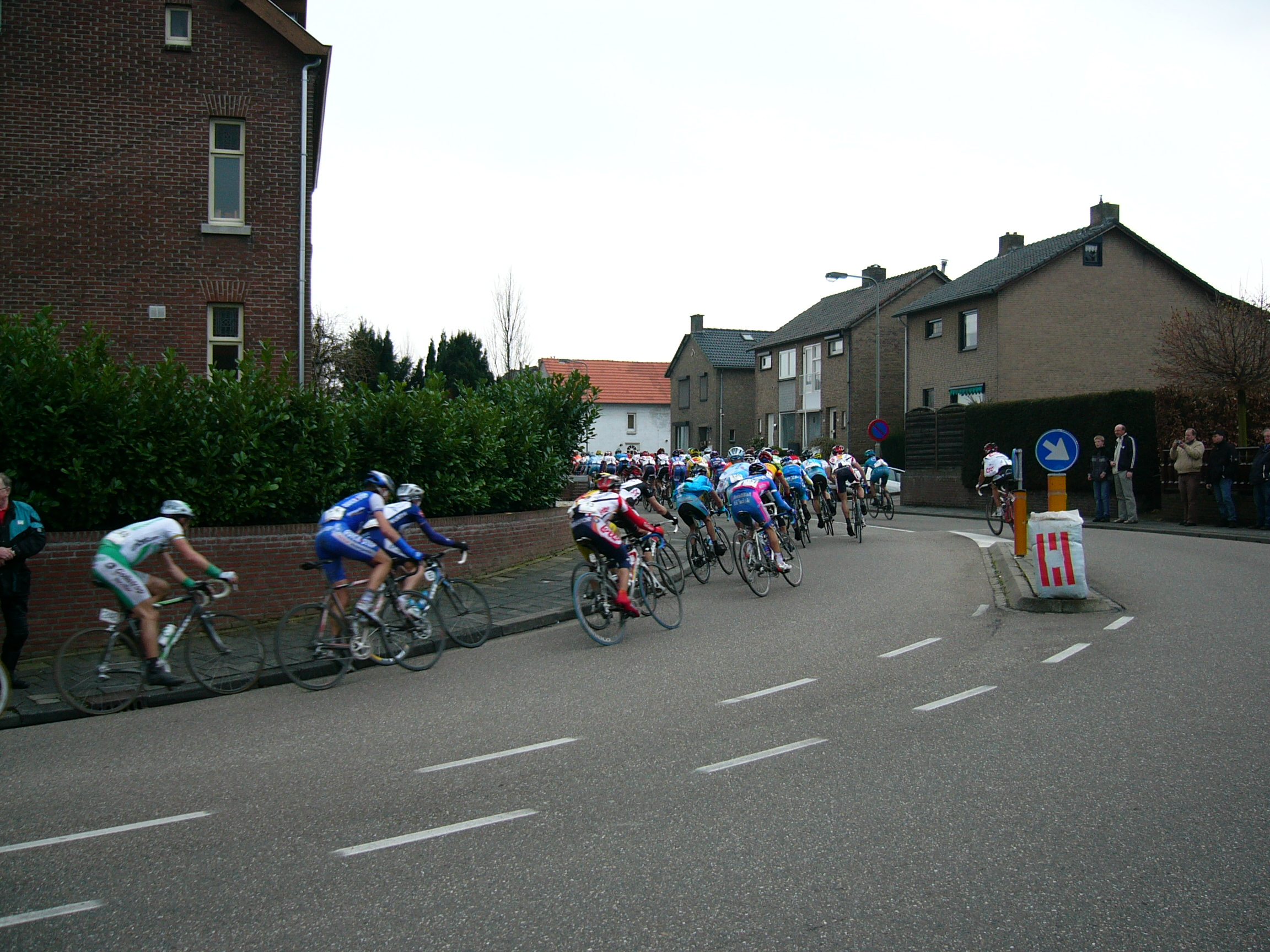
Amstel Gold Race 2006

## Palmarès
| Jahr | Sieger                      | Zweiter                     | Dritter               |          |
| ---- | --------------------------- | --------------------------- | --------------------- | -------- |
| 1966 | Jean Stablinski             | Bernard Van De Kerckhove    | Jan Hugens            |          |
| 1967 | Arie den Hartog             | Cees Lute                   | Harry Steevens        |          |
| 1968 | Harry Steevens              | Roger Rosiers               | Daniel Van Ryckeghem  |          |
| 1969 | Guido Reybrouck             | Jos Huysmans                | Eddy Merckx           |          |
| 1970 | Georges Pintens             | Willy Van Neste             | André Dierickx        |          |
| 1971 | Frans Verbeeck              | Gerben Karstens             | Roger Rosiers         |          |
| 1972 | Walter Planckaert           | Willy De Geest              | Joop Zoetemelk        |          |
| 1973 | Eddy Merckx                 | Frans Verbeeck              | Herman Van Springel   |          |
| 1974 | Gerrie Knetemann            | Walter Planckaert           | Walter Godefroot      |          |
| 1975 | Eddy Merckx                 | Freddy Maertens             | Joseph Bruyère        |          |
| 1976 | Freddy Maertens             | Jan Raas                    | Luc Leman             |          |
| 1977 | Jan Raas                    | Gerrie Knetemann            | Hennie Kuiper         |          |
| 1978 | Jan Raas                    | Francesco Moser             | Joop Zoetemelk        |          |
| 1979 | Jan Raas                    | Henk Lubberding             | Sven-Åke Nilsson      |          |
| 1980 | Jan Raas                    | Alfons De Wolf              | Sean Kelly            |          |
| 1981 | Bernard Hinault             | Roger De Vlaeminck          | Alfons De Wolf        |          |
| 1982 | Jan Raas                    | Stephen Roche               | Gregor Braun          |          |
| 1983 | Phil Anderson               | Jan Bogaert                 | Jan Raas              |          |
| 1984 | Jacques Hanegraaf           | Kim Andersen                | Patrick Versluys      |          |
| 1985 | Gerrie Knetemann            | Jozef Lieckens              | Johnny Broers         |          |
| 1986 | Steven Rooks                | Joop Zoetemelk              | Ronny Van Holen       |          |
| 1987 | Joop Zoetemelk              | Steven Rooks                | Malcolm Elliott       |          |
| 1988 | Jelle Nijdam                | Steven Rooks                | Claude Criquielion    |          |
| 1989 | Eric Van Lancker            | Claude Criquielion          | Steve Bauer           |          |
| 1990 | Adrie van der Poel          | Luc Roosen                  | Jelle Nijdam          |          |
| 1991 | Frans Maassen               | Maurizio Fondriest          | Dirk De Wolf          |          |
| 1992 | Olaf Ludwig                 | Johan Museeuw               | Dmitri Konyschew      |          |
| 1993 | Rolf Järmann                | Gianni Bugno                | Jens Heppner          |          |
| 1994 | Johan Museeuw               | Bruno Cenghialta            | Marco Saligari        |          |
| 1995 | Mauro Gianetti              | Davide Cassani              | Beat Zberg            |          |
| 1996 | Stefano Zanini              | Mauro Bettin                | Johan Museeuw         |          |
| 1997 | Bjarne Riis                 | Andrea Tafi                 | Beat Zberg            |          |
| 1998 | Rolf Järmann                | Maarten den Bakker          | Michele Bartoli       |          |
| 1999 | Michael Boogerd             | Lance Armstrong             | Gabriele Missaglia    |          |
| 2000 | Erik Zabel                  | Michael Boogerd             | Markus Zberg          |          |
| 2001 | Erik Dekker                 | Lance Armstrong             | Serge Baguet          |          |
| 2002 | Michele Bartoli             | Sergei Walerjewitsch Iwanow | Michael Boogerd       |          |
| 2003 | Alekszandr Vinokurov        | Michael Boogerd             | Danilo Di Luca        |          |
| 2004 | Davide Rebellin             | Michael Boogerd             | Paolo Bettini         |          |
| 2005 | Danilo Di Luca              | Michael Boogerd             | Mirko Celestino       |          |
| 2006 | Fränk Schleck               | Steffen Wesemann            | Michael Boogerd       |          |
| 2007 | Stefan Schumacher           | Davide Rebellin             | Danilo Di Luca        |          |
| 2008 | Damiano Cunego              | Fränk Schleck               | Alejandro Valverde    |          |
| 2009 | Sergei Walerjewitsch Iwanow | Karsten Kroon               | Robert Gesink         |          |
| 2010 | Philippe Gilbert            | Ryder Hesjedal              | Enrico Gasparotto     |          |
| 2011 | Philippe Gilbert            | Joaquim Rodríguez           | Simon Gerrans         |          |
| 2012 | Enrico Gasparotto           | Jelle Vanendert             | Peter Sagan           |          |
| 2013 | Roman Kreuziger             | Alejandro Valverde          | Simon Gerrans         |          |
| 2014 | Philippe Gilbert            | Jelle Vanendert             | Simon Gerrans         |          |
| 2015 | Michał Kwiatkowski          | Alejandro Valverde          | Michael Matthews      |          |
| 2016 | Enrico Gasparotto           | Michael Valgren             | Sonny Colbrelli       |          |
| 2017 | Philippe Gilbert            | Michał Kwiatkowski          | Michael Albasini      |          |
| 2018 | Michael Valgren             | Roman Kreuziger             | Enrico Gasparotto     |          |
| 2019 | Mathieu van der Poel        | Simon Clarke                | Jakob Fuglsang        |          |
| 2020 | abgesagt                    | abgesagt                    | abgesagt              | abgesagt |
| 2021 | Wout van Aert               | Thomas Pidcock              | Maximilian Schachmann |          |
| 2022 | Michał Kwiatkowski          | Benoît Cosnefroy            | Tiesj Benoot          |          |
| 2023 | Tadej Pogačar               | Ben Healy                   | Thomas Pidcock        |          |
| 2024 | Thomas Pidcock              | Marc Hirschi                | Tiesj Benoot          |          |
| 2025 |                             |                             |                       |          |

| # | Name               | Siege | Zweiter | Dritter | Siegjahre                    |
| - | ------------------ | ----- | ------- | ------- | ---------------------------- |
| 1 | Jan Raas           | 5     | 1       | 1       | 1977, 1978, 1979, 1980, 1982 |
| 2 | Philippe Gilbert   | 4     | 0       | 0       | 2010, 2011, 2014, 2017       |
| 3 | Michał Kwiatkowski | 2     | 1       | 0       | 2015, 2022                   |
| 3 | Gerrie Knetemann   | 2     | 1       | 0       | 1974, 1985                   |
| 5 | Enrico Gasparotto  | 2     | 0       | 2       | 2012, 2016                   |
| 6 | Eddy Merckx        | 2     | 0       | 1       | 1973, 1975                   |
| 7 | Rolf Järmann       | 2     | 0       | 0       | 1988, 1993                   |

Stand: 1. Mai 2024